# Karl Friedrich von der Goltz
Karl Friedrich von der Goltz, född den 12 april 1815 i Stuttgart, död den 21 februari 1901 i Nice, var en preussisk greve och militär, bror till Robert von der Goltz.
von der Goltz inträdde 1832 i hären, stred 1844-45 under Bugeaud i Algeriet och förde 1870 gardeskavalleridivisionen i slagen vid Gravelotte och Sedan. År 1875 blev von der Goltz general av kavalleriet.
1882 utnämndes von der Goltz till riddare av Serafimerorden.